# 釧路広域農道
釧路広域農道（くしろこういきのうどう）は、北海道釧路市内に通る農道である。

## 概要
1986年（昭和61年）に開通。33.7kmの長さを有する。釧路湿原道路の通称で呼ばれる。

## 周辺風景
起点が国道240号との分岐から始まり東方に向かう。その先から周りを見ても平地の風景が続くが、南方に釧路市街の住宅地がこの平地に近づくように見渡す。一旦向きが北北東に変え、釧路湿原国立公園付近まで延ばし、北斗遺跡がある付近で今度は東南東に向きが変わる。ここから北側に釧路湿原国立公園を見渡しながらまっすぐ通り、釧路川を超え釧網本線の遠矢駅まで向かう。ここまではカーブ以外は直線が多い。遠矢駅を超え国道391号と合流する。

## 交差する周辺道路と鉄道
- 国道240号
- 国道391号
- 釧網本線

## 周辺の観光地など
- 釧路湿原国立公園
- 釧路川